# Elsa Lanchester
Elsa Sullivan Lanchester (Londra, 28 ottobre 1902 – Los Angeles, 26 dicembre 1986) è stata un'attrice britannica.

## Biografia
La Lanchester si avvicinò al mondo dello spettacolo fin da bambina, studiando danza con la celebre Isadora Duncan. Dotata di un forte temperamento, dopo aver esordito nel music-hall come ballerina, a vent'anni iniziò a lavorare come attrice sui palcoscenici londinesi, debuttando nello spettacolo Thirty Minutes in a Street (1922). 

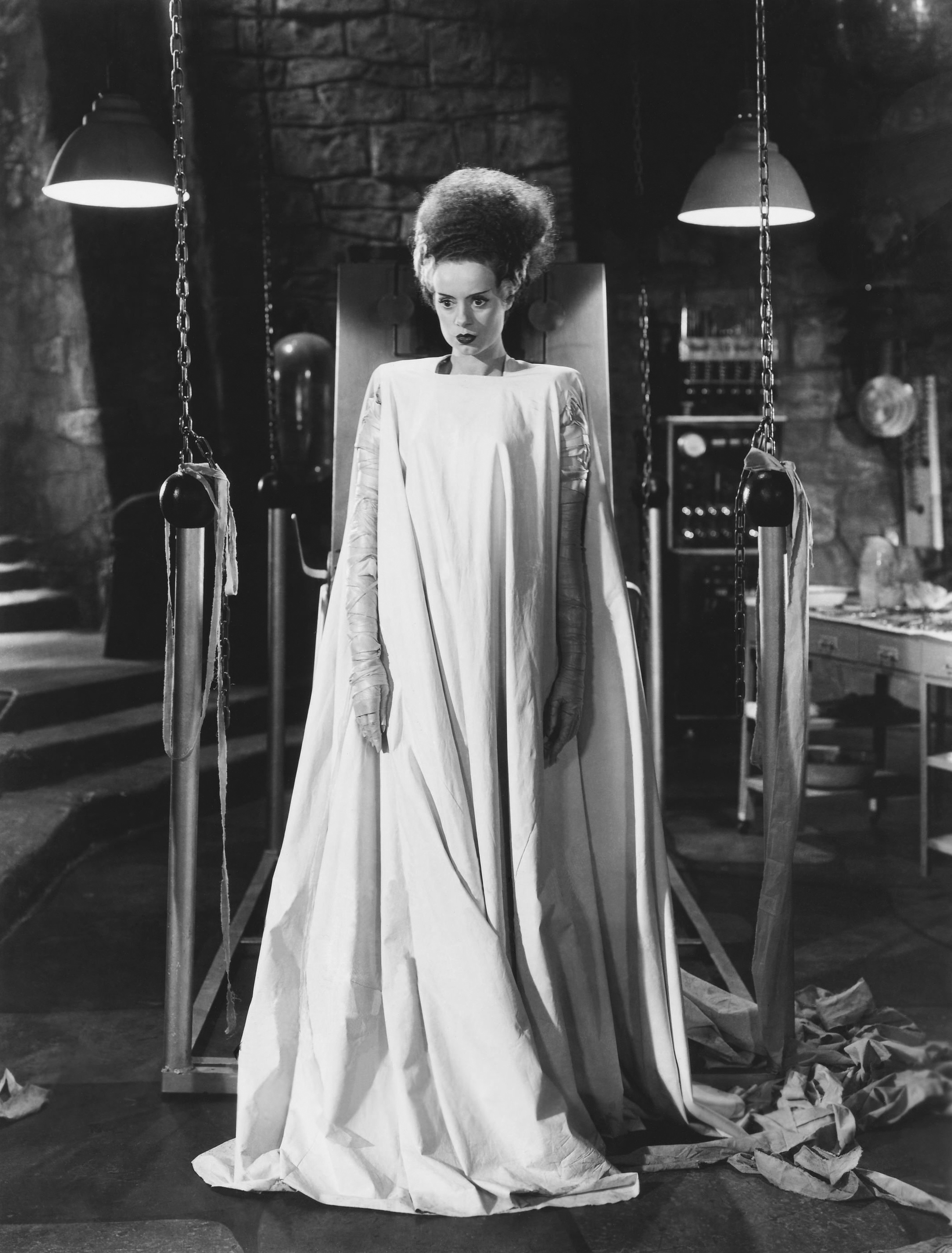
Elsa Lanchester nel celebre ruolo della moglie di Frankenstein nell'omonimo film del 1935

Nel 1927 conobbe l'attore Charles Laughton, che sposò due anni più tardi. Con lui si trasferì negli Stati Uniti, dove iniziò a lavorare nel cinema, talvolta al fianco del marito: nel 1933 fu Anna di Clèves, una delle mogli di Enrico VIII (interpretato da Laughton stesso) nel film Le sei mogli di Enrico VIII (1933) di Alexander Korda. Nel 1935 interpretò quello che probabilmente rimane il suo ruolo più celebre, quello della bizzosa e insofferente moglie di Frankenstein nell'omonimo film horror (1935) di James Whale, accanto a Boris Karloff. 
Con il prosieguo della carriera, la Lanchester si specializzò in ruoli di vivace caratterista. In tale veste apparve accanto a Cary Grant e Loretta Young in La moglie del vescovo (1947), al fianco di Ray Milland e Maureen O'Sullivan nel noir Il tempo si è fermato (1948), nel ruolo di un'eccentrica pittrice, mentre l'anno seguente si guadagnò una candidatura all'Oscar per la sua interpretazione nel film Le due suore (1949).
Tornò ad affiancare il marito al cinema nel 1957, quando interpretò il ruolo dell'onnipresente e ossessiva Miss Plimsoll, la querula infermiera di un avvocato (interpretato appunto da Laughton) in Testimone d'accusa (1957) di Billy Wilder, per cui ottenne un'altra candidatura all'Oscar. 
A partire dagli anni sessanta si dedicò principalmente alla televisione, ma continuò a ritagliarsi ruoli secondari in film come il disneyano Mary Poppins (1964) di Robert Stevenson, in cui interpretò un'insofferente governante, e il thriller farsesco Invito a cena con delitto (1976) di Robert Moore, nel quale impersonò un'eccentrica detective ispirata a Miss Marple. Morì nel 1986 a causa di una broncopolmonite all'età di 84 anni.

## Filmografia

### Cinema
- The Constant Nymph, regia di Adrian Brunel (1928)
- Blue Bottles, regia di Ivor Montagu - cortometraggio (1928)
- Le sei mogli di Enrico VIII (The Private Life of Henry VIII), regia di Alexander Korda (1933)
- Le ultime avventure di Don Giovanni (The Private Life of Don Juan), regia di Alexander Korda (1934)
- La moglie di Frankenstein (Bride of Frankenstein), regia di James Whale (1935)
- Davide Copperfield (The Personal History, Adventures, Experience, & Observation of David Copperfield the Younger), regia di George Cukor (1935)
- Terra senza donne (Naughty Marietta), regia di Robert Z. Leonard e W. S. Van Dyke (1935)
- Il fantasma galante (The Ghost Goes West), regia di René Clair (1935)
- L'arte e gli amori di Rembrandt (Rembrandt), regia di Alexander Korda (1936)
- Il vagabondo dell'isola (Vessel of Wrath), regia di Erich Pommer (1938)
- Tenebre (Ladies in Retirement), regia di Charles Vidor (1941)
- Destino (Tales of Manhattan), regia di Julien Duvivier (1942)
- Il figlio della furia (The Son of Fury: The Story of Benjamin Blake), regia di John Cromwell (1942)
- Per sempre e un giorno ancora (Forever and a Day), regia di Edmund Goulding e Cedric Hardwicke (1943)
- Torna a casa, Lassie! (Lassie Come Home), regia di Fred M. Wilcox (1943)
- La scala a chiocciola (The Spiral Stairscase), regia di Robert Siodmak (1945)
- Il filo del rasoio (The Razor's Edge), regia di Edmund Goulding (1946)
- La moglie del vescovo (The Bishop's Wife), regia di Henry Koster (1947)
- Il prigioniero di Fort Ross (Northwest Output), regia di Allan Dwan (1947)
- Il tempo si è fermato (The Big Clock), regia di John Farrow (1948)
- Il giardino segreto (The Secret Garden), regia di Fred M. Wilcox (1949)
- Le due suore (Come to the Stable), regia di Henry Koster (1949)
- L'ispettore generale (The Inspector General), regia di Henry Koster (1949)
- La corsara (Buccaneer's Girl), regia di Frederick de Cordova (1950)
- La strada del mistero (Mystery Street), regia di John Sturges (1950)
- Ogni anno una ragazza (The Petty Girl), regia di Henry Levin (1950)
- Yvonne la francesina (Frenchie), regia di Louis King (1950)
- Primo peccato (Dreamboat), regia di Claude Binyon (1952)
- I miserabili (Les miserables), regia di Lewis Milestone (1952)
- Androclo e il leone (Androcles and the Lion), regia di Chester Erskine (1953)
- L'isola del piacere (The Girls of Pleasure Island), regia di Alvin Ganzer e Frederick Hugh Herbert (1953)
- La casbah di Honolulu (Hell's Half Acre), regia di John H. Auer (1954)
- Il circo a tre piste (3 Ring Circus), regia di Joseph Pevney (1954)
- La scarpetta di vetro (The Glass Slipper), regia di Charles Walters (1955)
- Testimone d'accusa (Witness for Prosecution), regia di Billy Wilder (1957)
- Una strega in paradiso (Bell, Book and Candle), regia di Richard Quine (1958)
- Mary Poppins, regia di Robert Stevenson (1964)
- Pigiama party (Pajama Party), regia di Don Weis (1964)
- F.B.I. - Operazione gatto (That Darn Cat!), regia di Robert Stevenson (1965)
- 3 "fusti", 2 "bambole" e... 1 "tesoro" (Easy Come, Easy Go), regia di John Rich (1967)
- Il fantasma del pirata Barbanera (Blackbeard's Ghost), regia di Robert Stevenson (1968)
- Me, Natalie, regia di Fred Coe (1969)
- Rascal, l'orsetto lavatore (Rascal), regia di Norman Tokar (1969)
- Bernardo, cane ladro e bugiardo (My Dog the Thief), regia di Robert Stevenson (1970)
- Willard e i topi (Willard), regia di Daniel Mann (1971)
- Il manichino assassino (Terror in the Wax Museum), regia di Georg Fenady (1973)
- Arnold, regia di Georg Fenady (1974)
- Invito a cena con delitto (Murder by Death), regia di Robert Moore (1976)

### Televisione
- The 20th Century-Fox Hour – serie TV, episodio 2x02 (1956)
- Le grandi fiabe (Shirley Temple's Storybook) – serie TV, episodio 1x16 (1958)
- Avventure in paradiso (Adventures in Paradise) – serie TV, episodio 2x02 (1960)
- General Electric Theater – serie TV, episodio 10x03 (1961)
- The Dick Powell Show – serie TV, episodio 1x13 (1961)
- Follow the Sun – serie TV, episodio 1x27 (1962)
- La legge di Burke (Burke's Law) – serie TV, episodi 1x13-2x03 (1963-1964)
- L'ora di Hitchcock (The Alfred Hitchcock Hour) – serie TV, episodio 3x07 (1964)
- Ben Casey – serie TV, episodio 4x14 (1965)

## Doppiatrici italiane
Nelle versioni in italiano delle opere in cui ha recitato, Elsa Lanchester è stata doppiata da:
- Renata Marini in Torna a casa, Lassie!, Il tempo si è fermato, La corsara, Testimone d'accusa, Una strega in paradiso, Mary Poppins, F.B.I. - Operazione gatto, Il fantasma del pirata Barbanera
- Wanda Tettoni in Il filo del rasoio, I miserabili, Il manichino assassino, Invito a cena con delitto
- Franca Dominici in Primo peccato, La scarpetta di vetro, Bernardo, cane ladro e bugiardo
- Clara Ristori in La scala a chiocciola, Le due suore
- Lydia Simoneschi in 3 "fusti", 2 "bambole" e... 1 "tesoro", Willard e i topi
- Zoe Incrocci in Le sei mogli di Enrico VIII (1º ridoppiaggio), Il giardino segreto
- Dhia Cristiani in Torna a casa, Lassie! (ridoppiaggio), La casbah di Honolulu
- Marcella Rovena in La moglie di Frankenstein
- Laura Carli in Yvonne la francesina
- Cristina Boraschi in Le sei mogli di Enrico VIII (2º ridoppiaggio)
- Tiziana Avarista in La moglie di Frankenstein (ridoppiaggio)
- Anna Rita Pasanisi in La moglie del vescovo (ridoppiaggio)

## Riconoscimenti
- Premi Oscar 1950 – Candidatura all'Oscar alla miglior attrice non protagonista per Le due suore
- Premi Oscar 1958 – Candidatura all'Oscar alla miglior attrice non protagonista per Testimone d'accusa